# Hebo

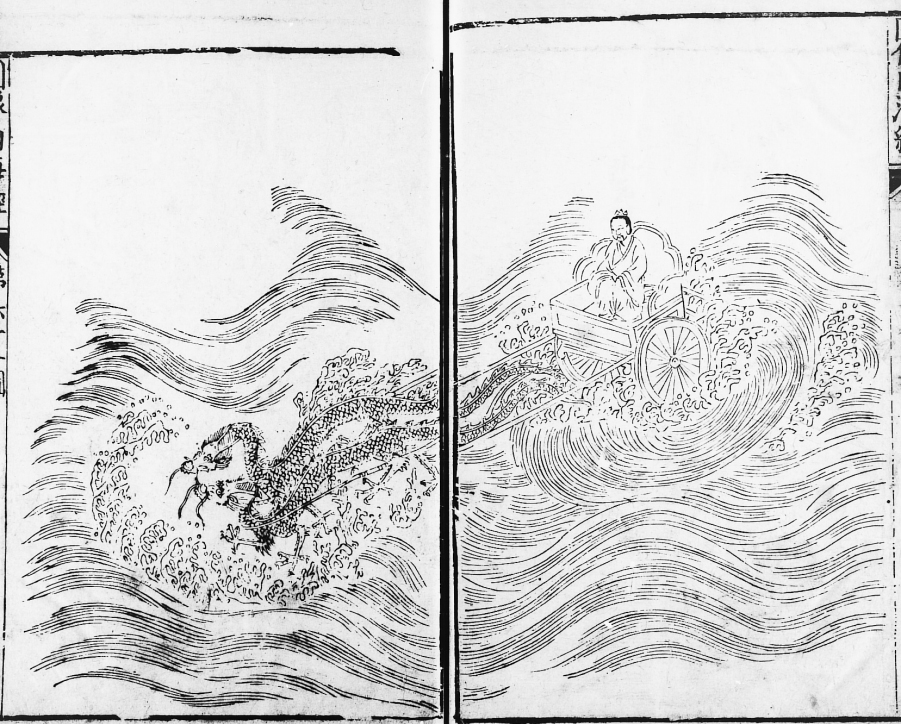
La divinité Hebo dans les Shanhaijing, édition de 1597

Hebo (chinois : 河伯 ; litt. « Seigneur de la rivière ») est le dieu du Fleuve Jaune. Le Fleuve Jaune (Huang He) est l'un des plus grands fleuves de par sa taille et son importance culturelle en Chine. Cela se reflète dans la mythologie chinoise, dans les récits entourant la divinité, en référence au Huang He, ou Fleuve Jaune. Le terme descriptif, Hebo, n'est pas le seul nom de la divinité, son adoration étant étendue géographiquement. Certains traits de caractère attribués à Hebo sont liés à la nature du Fleuve Jaune lui-même : un fleuve décrit comme l'un des plus actifs de la Chine ainsi que l'une des plus grandes sources de douleur. Certaines des plus grandes inondations du monde, accompagnées par des pertes tragiques en vies humaines, sont dues aux débordements du Fleuve jaune, accompagnés par une déviation de son cours et l'établissement d'un nouveau lit. Le Fleuve Jaune a également été l'une des principales sources d'irrigation des exploitations agricoles qui ont répondu aux besoins alimentaires de la population chinoise. Dans une certaine mesure, la divinité Hebo est une personnification de la nature de cette rivière. Cependant, Hebo a également eu un rôle important dans l'histoire du culte religieux en Chine (en particulier dans le Nord de la Chine), et également en termes de culture chinoise, notamment dans la littérature et la poésie.

## Noms
Hebo est également connu sous le nom de Bingyi (冰夷),. La signification de bo (伯) est généralement considérée comme un titre honorifique, pour une personnalité martiale ou noble, similaire aux titres de noblesse européens tels que comte ou baron. He (河) pourrait être un terme générique appliqué aux rivières.

## Caractère

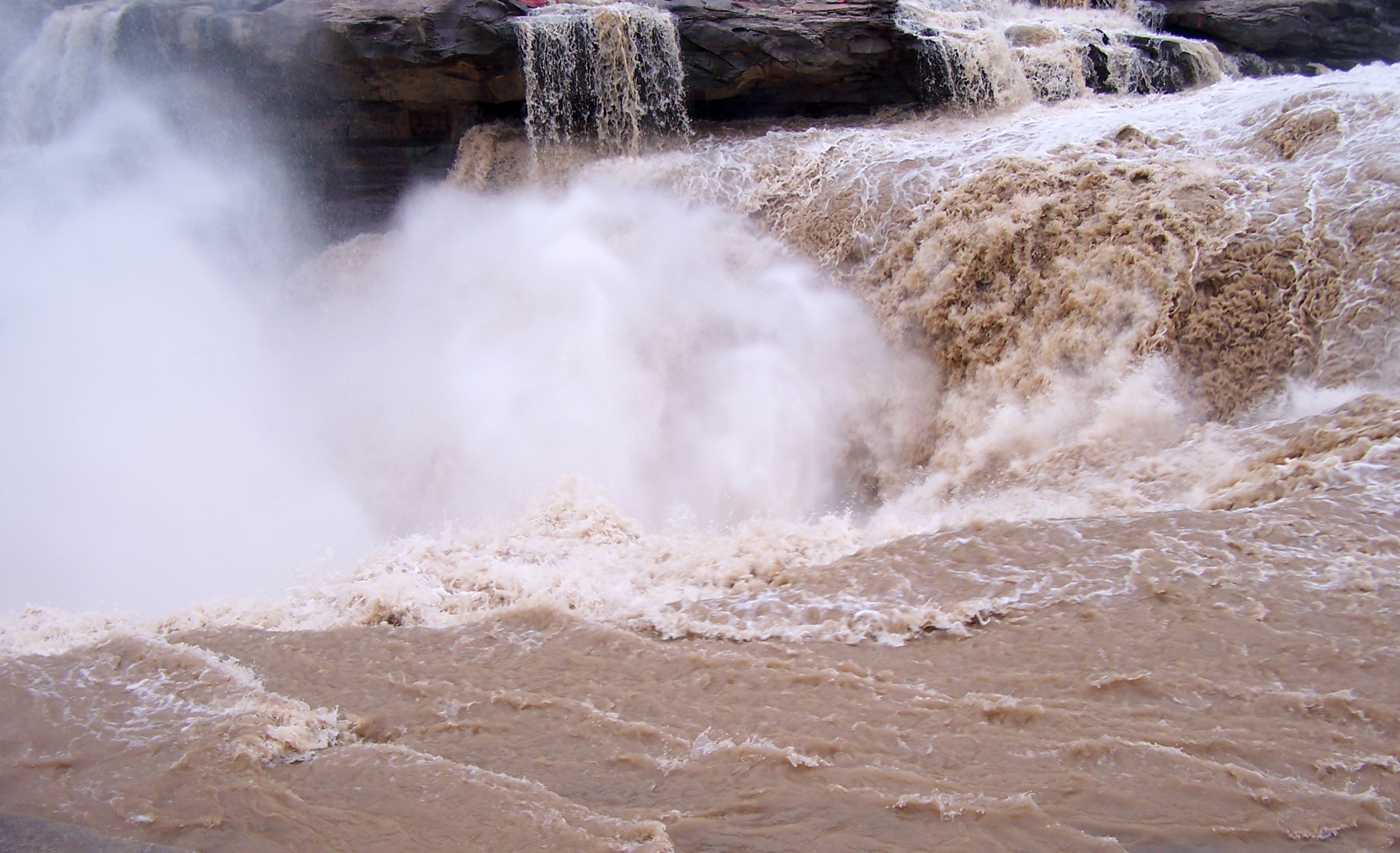
Une photo du Fleuve Jaune, se déversant à la cascade Hukou dans le Shanxi, Chine, 2005

Hebo est le dieu du Fleuve Jaune, l'un des principaux cours d'eau mondiaux associés à la culture Chinoise. Personnification du Fleuve Jaune, Hebo est considéré comme bienveillant, mais aussi gourmand, imprévisible, et dangereusement destructeur.
L'érudit de la dynastie Jin Guo Pu commente que les premières illustrations représentent Hebo sur son char tiré par deux dragons à travers les nuages, dans toutes les directions. Dans les Neuf chants tirés des Chants de Chu, l'artiste raconte un voyage de mariage avec lui, dans un char tiré par deux dragons. Certaines des premières mentions — comme le livre Shizi — décrivent Hebo comme ayant un visage blanc d'homme et le corps d'un poisson.

Le poème Questions du Ciel fait allusion à un mythe à propos de Houyi et Hebo. Le commentateur Han Wang Yi a noté l'histoire suivante : 

« Le seigneur du fleuve se transforma lui-même en un dragon blanc et voyageait le long de la rivière quand Yi l'Archer le vit et tira une flèche sur lui, touchant son œil gauche. Le seigneur du fleuve se plaignit auprès du Dieu Suprême, Di, et dit, "Tue Yi pour me venger!" Le dieu suprême demanda, "Pourquoi as-tu été frappé par une flèche", et il répondit, "Je m'étais transformé en dragon blanc et je voyageais" Le dieu suprême répondit "Si tu t'étais seulement consacré à remplir tes devoirs de dieu, comment Yi aurait-il transgressé ? Maintenant tu es devenu un monstre, et il est naturel que quelqu'un te tire dessus. Yi a agi correctement, alors quel crime a-t-il commis ? »

Huainan Zi a supposé qu'Yi a tiré sur Hebo car ce dernier avait noyé des gens.
Un chapitre du Zhuangzi mentionne Hebo visitant de la mer du nord, où Ruo — le Dieu de la Mer — réside.

## Culte

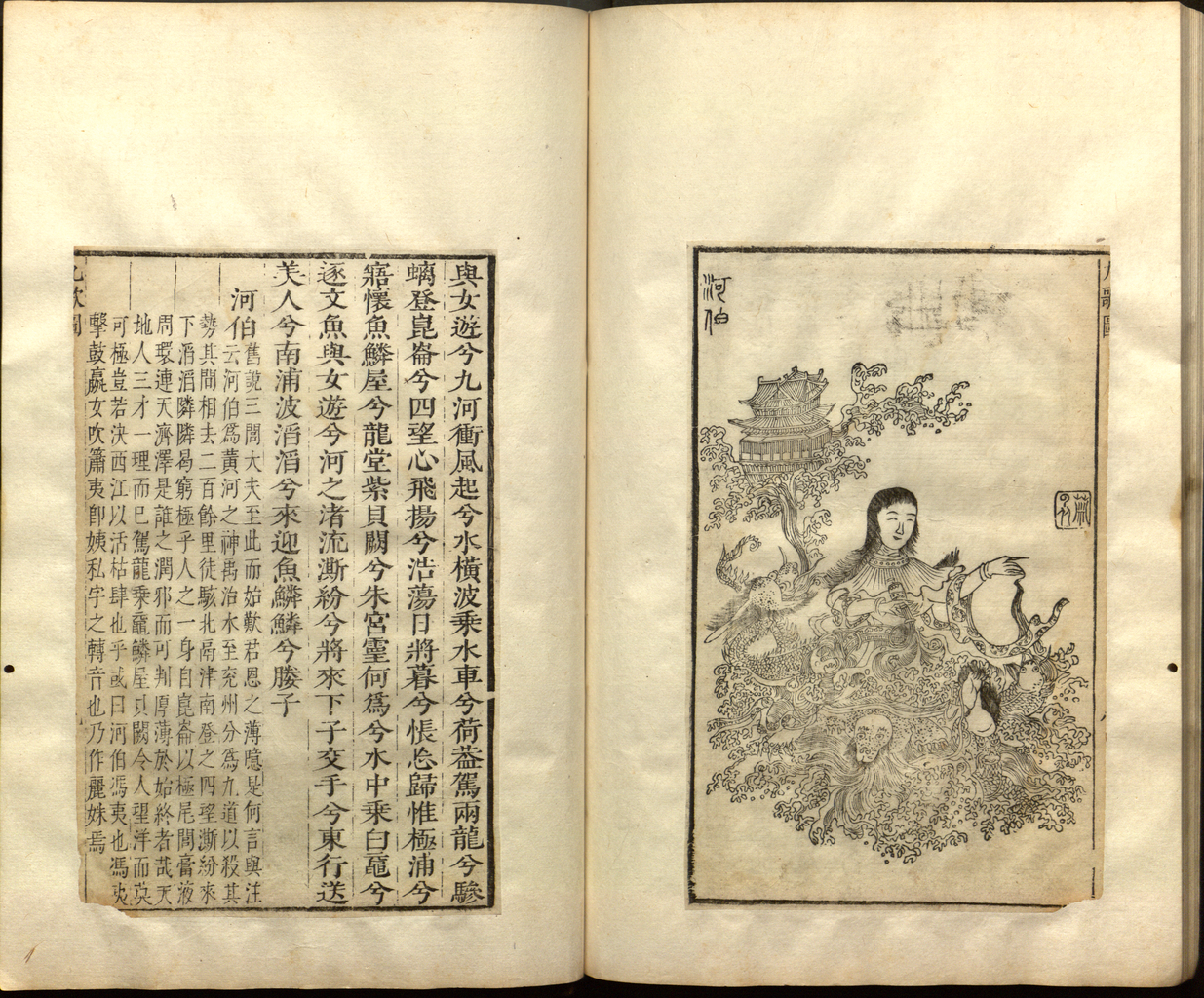
Version annotée du Chu Ci, publiée sous le titre Li Sao, avec des illustrations par Xiao Yuncong.

Le Fleuve Jaune est censé provenir du mythique Mont Kunlun, conduisant à un culte rendu à Hebo dans les anciens états du nord-ouest et du centre de la Chine, avant de s'étendre vers le sud.
Hebo a été adoré à plusieurs reprises, comme objet de sacrifice humain, et en tant que figure dans le culte impérial. Hebo aurait contribué à aider Yu le Grand à mettre fin à la Crue des hautes eaux, en lui fournissant une carte du Fleuve Jaune. Des animaux ainsi que des humains ont été noyés dans ce fleuve en sacrifice, y compris les jeunes femmes, destinées à devenir les épouses du dieu. Des inscriptions sur os oraculaire fournissent des preuves solides d'un culte sacrificiel à Hebo au cours de la dynastie Shang. Le sacrifice Humain semble avoir continué durant la Période des Royaumes combattants, mettant en évidence la présentation de la vierge humaine mariée, flottant sur un radeau à la surface de la rivière, en offrande à Hebo. Cette pratique a apparemment trouvé son terme (Ye) avec l'érudit et fonctionnaire Ximen Bao. Cependant, d'autres sacrifices nuptiaux se sont pratiqués, jusqu'à l'époque de Qin Shi Huang, de l'État de Qin.
Il existe des cas de noyades de chevaux et de jets d'objets de valeur dans le fleuve, en sacrifice. Au cours de la dynastie Han, des sacrifices d'objets de jade, et d'un cheval vivant sont mentionnés

## Culture
Hebo est l'un des personnages principaux des Neuf Chants, dans les Chants de Chu. Le Jiu Ge semble avoir été à l'origine de la partie lyrique d'un ancien spectacle religieux, qui comprenait aussi les costumes, la chorégraphie, l'accompagnement musical et d'autres caractéristiques qui, contrairement aux paroles elles-mêmes, n'ont pas survécu. Parmi les divinités qui y sont spécifiées, Hebo est celui qui a eu le plus d'attrait culturel.

## Famille
Koguryo a été fondée en 37 av. J.-C. par Jumong. Jumong était le fils de Hae Mo-su et Dame Yuhwa. Dame Yuhwa était la fille de Hebo,,.